# ستيفان ماكلوسكي
ستيفان ماكلوسكي (بالإنجليزية: Stefan McCluskey)‏ هو لاعب كرة قدم بريطاني في مركزي نصف الجناح والهجوم، ولد في 22 أغسطس 1990 في بلزهيل ‏ في المملكة المتحدة. لعب مع نادي ألبيون روفرز ونادي غرينوك مورتون ونادي كلايد.

## وصلات خارجية
- ستيفان ماكلوسكي على موقع قاعدة بيانات كرة القدم.إي يو (الإنجليزية)
- ستيفان ماكلوسكي على موقع Soccerbase.com (لاعب) (الإنجليزية)